# Фердинанд II (король Арагона)
Фердинанд (Феррандо) II Арагонский, Фердинанд Католик (араг. Ferrando II d'Aragón, исп. Fernando de Aragón "el Católico", кат. Ferran d'Aragó "el Catòlic"; 10 марта 1452 — 23 января 1516), — король Кастилии (как Фернандо V), Арагона (как Фернандо II), Сицилии и Неаполя (как Ферранте III). Супруг и соправитель королевы Изабеллы Кастильской. За своё почти сорокалетнее царствование ему удалось благодаря стечению счастливых обстоятельств и собственным дарованиям играть значительную (к концу жизни — ключевую) роль в общеевропейской политике. При нём было достигнуто политическое единство Кастилии и Арагона (1475), взятием Гранады кончилась Реконкиста (1492), произошло открытие Америки (1492), началась эпоха Итальянских войн (1494). При нём Испания вступила в эру своего расцвета. Он же, наряду со своим сватом Максимилианом I, является одним из архитекторов будущей «Всемирной империи» своего внука Карла V.

## Брак с Изабеллой Кастильской и династическая уния Кастилии и Арагона
Был сыном короля Арагона Хуана и его второй жены Хуаны Энрикес. В 1461 году по смерти своего старшего брата Карлоса стал наследником короны, назначен главным наместником Каталонии (1462 г.) и в 1468 году королём Сицилии. В течение Каталонской гражданской войны в которой принимал активное участие, познакомился с государственной администрацией своего отца.
После смерти короля Альфонсо Кастильского в 1468 году большая часть знати Кастилии признала наследницей своего короля Энрике IV его сестру (троюродную сестру Фернандо) Изабеллу. Король Хуан II прикладывал силы к тому, чтобы состоялся брак между ею и его сыном, что и произошло 19 октября 1469 года. Жених приехал в Кастилию на свадьбу инкогнито, согласно легенде — переодевшись простым погонщиком мулов. Брак был заключён тайком от короля Энрике, поскольку тот не желал свадьбы своей сводной сестры и наследницы короны с арагонским принцем, однако впоследствии одобрил этот союз. При этом перед свадьбой папская булла, разрешающая брак Фердинанду и Изабелле как родственникам, была сфабрикована, а подлинное разрешение у нового папы Сикста IV на брак было добыто только задним числом в 1471 году валенсийцем кардиналом Борджиа, будущим папой (в обмен на валенсийское герцогство Гандию, данное в 1483 году его незаконному сыну Педро Луису).
После смерти короля Энрике и скорого провозглашения Изабеллы королевой Кастилии началась гражданская война в Кастилии между сторонниками Изабеллы и сторонниками дочери короля Хуаны, переросшая в войну с Португалией. Фердинанд, в момент смерти Энрике находившийся в Арагоне, был провозглашён в Кастилии просто супругом королевы, но не королём.
После трудных переговоров Фердинанда с женой и кастильской знатью был заключён в 1475 году Сеговийский договор, дававший ему титул короля Кастилии (Фернандо V) и обширные права, но казна и войско Кастилии и Леона все равно оставались в исключительном распоряжении Изабеллы.
Фернандо принял активное участие в войне с Португалией, возглавив армию и поведя её в битве при Торо, а также при столкновениях с мятежными феодалами. Борьба кончилась в 1479 году решительным поражением Хуаны и подписанием Алкасовашского мира с Португалией. В этом же году Фернандо наследовал своему отцу Хуану II, став и полновластным королём Арагона.

## Создание Святой эрмандады
В век почти полного отсутствия профессиональной полиции в большинстве европейских государств Фердинанд сумел организовать целое полицейское воинство, превосходно справлявшееся со всевозможными сепаратистскими и еретическими течениями.
Это была так называемая «Святая Эрмандада» (исп. Santa Hermandad), возникшая ещё в XIII веке, преимущественно в кастильских городах. «Братство» назвало себя тогда святым на том основании, что горожане, составлявшие его и пополнявшие его ряды наёмниками, ставили себе целью борьбу с разбойниками и разбойничавшими рыцарями. Для осуществления этой цели существовал особый налог. На службу в эрмандадах города нередко приглашали благонадёжных (то есть не разбойничавших) рыцарей, как людей, привыкших к военным предприятиям. Этим учреждением весьма искусно воспользовался Фердинанд для образования особого, подчинённого исключительно королю, полицейского ополчения. Сначала (в 1476 году) он сделал эрмандаду обязательной даже там, где её не было; из Кастилии «братство» вскоре распространено было и на Арагон. Эрмандадой Фердинанд воспользовался для борьбы с феодалами, которые долго не хотели признавать королевско-городской полиции, но в конце концов покорились. С 1498 года Фердинанд окончательно изгнал из эрмандады все следы прежних выборных городских должностей и подчинил её непосредственно центральному правительству; налог же, обеспечивавший существование «братства», остался в полной силе. Дороги сделались более безопасными, что тотчас же отразилось на торговых сношениях. Впоследствии эрмандада способствовала падению кортесов, хиревших при Фердинанде и погибших в XVI веке.

## Завоевание Гранады
Фердинанд и Изабелла сумели закончить дело, к которому уже несколько раз безуспешно приступали их предшественники. Папская казна и частные лица охотно жертвовали деньги, когда узнали, что Фердинанд собирается идти против мавров, ещё удерживавших за собой на юге полуострова королевство Гранаду. Новые налоги, специально созданные для этой цели, ещё более усилили королевскую казну, и в 1482 году оказалось возможным начать войну, облегчённую династическими распрями между наследниками эмирата. Эта война длилась десять лет и сделала Фердинанда необыкновенно популярным даже в тех местах Кастилии, где на него могли смотреть как на тирана и узурпатора. В 1492 году Гранада сдалась.
Этот успех дал испанцам дополнительные экономические ресурсы в виде земель с развитым сельским хозяйством, позволил приобрести боевой опыт испанским войскам, который они позже проявили в Италии, а Фердинанд и Изабелла получили от папы Иннокентия VIII титул католических королей, подтверждённый в 1496 году и следующим папой, Александром VI.

## Инквизиция и преследования нехристиан
Инквизиция существовала в Испании до Фердинанда; епископы ещё в XIV веке чинили духовный розыск, суд и расправу над еретиками, но это судопроизводство не было объединено и урегулировано. Фердинанд и Изабелла сделали инквизицию нивелятором, который должен был всех их подданных обратить в «единое стадо» в религиозном отношении, подобно тому, как королевская власть уравняла всех в отношении политическом. Право назначать и смещать инквизиторов было доверено папой Сикстом IV буллой от 1 ноября 1478 г. самим испанским монархам. В 1483 году Фердинанд назначил Томаса де Торквемаду генеральным инквизитором большей части Испании.
В Испании первыми жертвами инквизиции в основном стали обращённые в христианство евреи, которых подозревали в тайном возвращении к старой вере. Позже — мусульмане, фиктивно принявшие христианство, и христиане-испанцы, обвинённые в отступлении от веры. Подсудимых-рецидивистов приговаривали к смерти, но большинство отделывались более мягкими наказаниями — приговорами к большим и малым штрафам, конфискации имущества (но при этом необходимо было установить момент совершения преступления и конфисковать нажитое за период с наступления этого момента), тюремному заключению, либо накладывали пост и епитимью или обязывали определённый срок носить покаянные одежды (санбенито).
Точное количество казнённых испанской инквизицией вызывало дискуссии. Один из первых историков инквизиции Хуан Льоренте предположил в начале XIX в., что за первые 15 лет её работы было сожжено около 8 800 человек, также около 6500 казнённых удушением, и всего было около 30 тысяч казнённых за несколько веков истории этой организации. Современные специалисты называют куда меньшие цифры: так Г. Кеймен считает, что общее число казнённых за почти 20-летнее правление Торквемады (самый кровавый период в истории организации) составляет около полутора тысяч человек (и приблизительно столько же за следующие 300 лет), проф. Т. Мэдден пишет о двух тысячах казнённых за годы работы Торквемады. К 1500 году массовая истерия по поводу евреев-выкрестов, тайно возвращающихся в иудаизм, пошла на убыль. Новый генеральный инквизитор кардинал Хименес де Сиснерос реформировал инквизицию, придав каждому трибуналу чиновников-мирян.
Фердинанд широко применял в своих целях конфискацию имущества еретиков — ему доставалась третья часть от штрафов и конфискованного имущества по закону, и обыкновенно ещё почти столько же по праву сильного, ибо трое им же назначаемых инквизиторов не смели протестовать против нарушения привилегий Папского Престола и инквизиции, которым по закону должны были доставаться остальные две трети.
31 марта 1492 года в гранадском дворце Альгамбра на фоне радости от победы над маврами католическими королями Фердинандом и Изабеллой был подписан декрет об изгнании евреев с территории их королевств: им было приказано либо креститься, либо оставить Испанию. После смерти Изабеллы в 1504 году религиозные преследования полностью не прекращались, инквизиция уже успела прочно утвердиться во всех владениях испанских королей.
Католическими королями был нарушен один из пунктов Гранадской капитуляции, обеспечивавший за мусульманами свободу вероисповедания. Хотя первоначально договор о капитуляции гарантировал лояльное отношение к побеждённым, вскоре испанцы стали притеснять мусульман. В 1502 году им было предписано либо креститься, либо оставить Испанию. Часть мавров покинула родину, большинство крестилось; однако, крестившиеся мавры (мориски) не избавились от преследований и, наконец, после подавленного бунта были изгнаны из Испании королём Филиппом III.

## Открытие Америки
Католические короли отправили на поиски пути в Индию экспедицию Христофора Колумба. В 1493 году, через два месяца после возвращения Колумба, Кастилия и Португалия получили от Александра VI буллу Inter caetera, согласно которой земли к западу и к югу от линии, проходящей в ста лигах западнее и южнее любого из островов Азорских островов или островов Кабо-Верде, принадлежали Кастилии. Новое соглашение стран было достигнуто в 1494 году (Тордесильясский договор), по которому Португалия «получила» все земли к востоку от линии, проходящей в 270 лигах к западу от островов Кабо-Верде, испанцы же получили все земли к западу (как потом оказалось, они в себя включали всю западную часть американского континента и тихоокеанские острова).
Фердинанд на открытие Америки смотрел как на факт меньшей важности, нежели почти одновременно состоявшееся присоединение к Арагону Руссильона. Когда португалец Васко да Гама открыл в 1499 году морской путь в Индию, в Испании с завистью отнеслись к португальцам; тем более, что до Индии Колумб так и не добрался, запасы золота в первых испанских владениях на островах Карибского моря оказались мизерными и вообще в начале XVI в. владения в Новом свете ещё не давали особых доходов. Однако наследники Фердинанда уже могли удостовериться в огромности тех материальных средств, которыми наделило Испанию открытие Христофора Колумба.

## Борьба с Францией
Вскоре после падения Гранады Фердинанду удалось по Барселонскому договору вернуть Руссильон в состав Арагонской короны и другие пограничные северные области, бывшие в руках Карла VIII, короля Франции. Спустя два года после Турско-Барселонского договора, условием которого было невмешательство Фердинанда в завоевательную войну Карла в Италии, договор был нарушен обеими сторонами и Фердинанд послал в Италию войска, объявив вторгшемуся туда Карлу войну. Так все первоначальные успехи Карла на Апеннинском полуострове были потеряны.
В 1500 году преемник Карла, Людовик XII, заключил с Фердинандом договор для совместного завоевания Неаполя. Завоевание это состоялось, однако два короля поссорились из-за добычи: Фердинанд требовал признать его королём и Сицилии, и Неаполя, что привело к войне между Францией и Кастилией-Арагоном. После того, как армия Фердинанда под командованием Гонсало де Кордовы разбила французов в битве при Чериньноле и битве при Гарильяно (1503), Людовику пришлось вернуться в Ломбардию.
Успехи Фердинанда в Италии продолжались до конца его царствования. Он сначала вступил в лигу против Венеции, потом изменил французам, в награду за что потребовал и получил несколько городов на Адриатическом море. Дочь Фердинанда, Екатерина, была сосватана за наследника английского престола Генриха, но Фердинанд недодал обещанного приданого, а до его получения Генрих VII не хотел женить сына. Когда в 1509 году он умер, новый король Генрих VIII, не дождавшись уплаты, женился, а Фердинанд тотчас же стал увлекать его в союз с собой, папой Юлием II и Венецией против Франции. Изгнание французов из Италии было одним из основных мотивов всей дипломатической деятельности Фердинанда; к этой идее он постоянно возвращался, после более или менее случайных отклонений. Союз с Генрихом позволил ему успешно воевать с Людовиком и отнять часть Наварры у её короля Жана д’Альбрэ.
Обманув Генриха VIII, его тесть призвал английские войска не на север Франции, как требовали выгоды Англии, а на юг, в Гасконь, что было нужно Фердинанду. В результате вся тяжесть войны упала на Генриха, а все выгоды и в Италии, и на пиренейской границе остались за Фердинандом.
Одновременно с этими удачами в Европе, Фердинанд закончил начатое ещё в последнее десятилетие XV века завоевание североафриканских берберийских владений, с 1505 года происходившее под руководством Хименеса.

## Второй брак и политические интриги последних лет
В 1506 году Фердинанд извлёк из своего вдовства политическую пользу: он женился на юной Жермене де Фуа, племяннице короля Людовика XII. Сблизившись с Людовиком, Фердинанд начал интриги против своего зятя Филиппа, мужа Хуаны Безумной, которой её мать Изабелла завещала Кастилию с тем, чтобы Фердинанд оставался регентом страны в случае её недееспособности. Хуана была психически неуравновешенна ещё при жизни Изабеллы, и Фердинанд, пользуясь эмоциональной нестабильностью дочери, всячески старался устранить от власти и Филиппа, её мужа. Для успеха в этом предприятии ему и понадобилась поддержка Людовика Французского. После целого ряда безуспешных интриг в 1506 году между Фердинандом и его зятем был заключён Вильяфафильский договор, в соответствии с которым Филипп был официально признан королём Кастилии, а Хуана Безумная была фактически отстранена от власти. Но после скорой внезапной смерти Филиппа регентство от имени дочери перешло к Фердинанду.
В 1515 году король тяжко заболел, а в начале следующего года скончался. Король Фердинанд был похоронен в Королевской капелле в Гранаде.

## Итог царствования
К концу жизни Фердинанда власть его была твёрдо упрочена внутри Испании, во вновь завоёванных владениях в южной Италии, Америке, Африке; все его враги были кто хитростью, кто силой побеждены. Сам Фердинанд вполне откровенно шутил над тем, что его противники «пьяны и глупы» и он их обманывал гораздо чаще, чем они его. Он подготовил для своего наследника и внука Карла Габсбурга, сына Хуаны Безумной, колоссальное государство, разные части которого, однако, сохраняли свои законы и традиции и большую автономию.

## Земли Фердинанда II
Страны и территории, которыми правил Фердинанд напрямую или от имени других лиц:
- земли арагонской короны (наследственное владение) — Арагон, Каталония, Валенсия, Сицилия, Сардиния, Майорка, Мальта
- королевство Кастилия и Леон (правил сначала как муж Изабеллы, затем как регент дочери, Хуаны Безумной) — Кастилия, Толедо, Леон, Галисия, Астурия, Канары
- присоединены Фердинандом к Арагону — Руссильон, Наварра, Андалусия, Неаполь, некоторые города в Северной Африке и Адриатике.
- присоединена к Кастилии — Вест-Индия.

## Браки и дети

### Первый брак
Бракосочетание с Изабеллой Кастильской, 19 октября 1469 года в Вальядолиде. Их дети (не считая умерших в младенчестве):
1. Изабелла (1470—1498), первым браком за инфантом Альфонсо Португальским, вторым за его дядей Мануэлем I Португальским, следующим наследником престола.
2. Хуан (1478—1497), был женат на Маргарите Австрийской из дома Габсбургов.
3. Хуана Безумная (1479—1555), королева Кастилии, замужем за Филиппом Красивым Габсбургом (братом Маргариты Австрийской, это были двойные браки).
4. Мария Арагонская (1482—1517) — после смерти сестры Изабеллы стала следующей женой Мануэля I Португальского.
5. Екатерина (Каталина) Арагонская (1485—1536) — в первом браке жена Артура, принца Уэльского, во втором — его брата Генриха VIII Тюдора.

### Второй брак
После смерти Изабеллы, с которой он прожил 35 лет, в 1506 году 54-летний Фердинанд женился на Жермене де Фуа, 18-летней дочери наваррского виконта, помимо всего прочего, и в надежде на дальнейшее мужское потомство (из детей от его брака с Изабеллой пережили родителей только дочери). И действительно, сын родился, но умер младенцем:
- Хуан де Арагон и де Фуа (исп. Juan de Aragón y de Foix) (р. 1509). Этот мальчик, если бы выжил, унаследовал бы одну арагонскую корону отца и не дал бы Карлу V Габсбургу, сыну Хуаны Безумной, соединить Испанию.

Так мужская линия династии Трастамара пресеклась, уступив место Габсбургам, потомкам Хуаны Безумной.

### Бастарды
Фердинанд прижил двоих незаконнорождённых детей ещё до брака. После женитьбы к ним прибавилось ещё двое.
1. Алонсо Арагонский — был назначен епископом Сарагосы.
2. Хуана Арагонская — была выдана замуж за Бернардино Фернандеса де Веласко, коннетабля Кастилии.
3. Мария Арагонская — была помещена в монастырь Санта-Мария-де-Грация под Мадридом.
4. Мария Арагонская — получила то же имя, что и сестра, и была помещена в тот же монастырь.

## Образ в искусстве
- пьеса Лопе де Вега «Фуэнте Овехуна»

В фильмах и сериалах
- Телефильм «Христофор Колумб» (Италия, США, Франция, Германия. 1985). Роль исполняет Никол Уильямсон.
- Сериал «Реквием по Гранаде» (Испания, Италия. 1990). Роль исполняет Педро Диес дель Корраль[исп.].
- Фильм «1492: Завоевание рая» (США, Великобритания, Франция, Испания. 1992). Роль исполняет Фернандо Гарсиа Римада.
- Фильм «Безумие любви» (Испания. 2001). Роль исполняет Эктор Коломе.
- Сериал «Изабелла» (Испания. 2011—2014) и его сиквел «Раскол короны[исп.]» (2016). Одна из главных фигур сериала, роль исполняет Родольфо Санчо.